# Riksmötet 1998/1999
Riksmötet 1998/99 var Sveriges riksdags verksamhetsår 1998–1999. Det pågick från riksmötets öppnande den 5 oktober 1998 till riksmötets avslutning den 16 juni 1999.
Riksdagens talman under riksmötet 1998/99 var Birgitta Dahl (S).